# 上岡亮
上岡 亮（かみおか あきら、1971年9月9日 - ）は、NHKのアナウンサー。

## 人物
高知県高知市出身。高知県立高知西高等学校を経て、私立松山大学を卒業後、1995年（平成7年）に入局。

## 嗜好・挿話
- 大阪放送局は入局時の希望だったが、入局25年目になって実現した[3]。
- 西日本での任地が多く、出身地である四国地方においては徳島と大学時代を過ごした愛媛以外の2県に赴任したことがある。
- 2007年に担当したおはよう日本では担当初日に自身の自己紹介をせず番組を進行したことがある。

## 出演
☆印は現在出演（担当）中。
高松放送局時代
- 香川県のニュース・気象情報等
- 630かがわ（1997年4月1日 - 1998年3月31日）
- ニュース6いきいき香川（1998年4月1日 - 2000年3月24日）

宮崎放送局時代
- 宮崎県のニュース・気象情報等
- いっちゃがスタジオ（キャスター）
- ニュースまるごと宮崎（キャスター）

高知放送局時代（1度目）
- 高知県のニュース・気象情報等
- いきいきワイド とさ情報市（6時台キャスター）

東京アナウンス室時代
- NHKニュースおはよう日本 平日4時台（隔週）2007年度
- 素敵にガーデニングライフ 司会（2008年4月 - 2010年3月）
- きょうのニュース&スポーツキャスター（2008年9月2日 - 12日・金子哲也のキャスター代行）
- 首都圏ネットワーク （リポーター）
  - 池田達郎のキャスター代行・（2009年9月7日 - 11日）
- 首都圏ニュース845（2009年9月7日 - 11日・2010年2月22日 - 26日・池田達郎のキャスター代行）
- ここはふるさと旅するラジオ（不定期）
- NHK BSニュース（不定期）

福岡放送局時代
- 福岡県、九州・沖縄地方のニュース・中継・リポート
- おはよう九州沖縄（不定期）
- ニュース845福岡（不定期）
- 熱烈発信!福岡NOW（野村正育のキャスター代行、2011年8月8日 - 12日）

高知放送局時代（2度目）
- 放送部副部長
- 高知県のニュース・気象情報等
- 高知局制作番組の編集責任者

岡山放送局時代
- 放送部副部長
- 岡山県のニュース・気象情報等
- もぎたて!（編集責任者）
- ひるまえ直送便・岡山（編集責任者）
- 岡山ニュース845（不定期）
- おはよう岡山（不定期）
- 岡山局制作番組の編集責任者

佐賀放送局時代
- ニュースただいま佐賀（キャスター、隔週）
- ニュースおかえり佐賀845（不定期）
- 佐賀県のニュース・気象情報等
- 佐賀発ラジオ深夜便（アンカー）[4]（2020年2月28日）

大阪放送局時代
- 関西のニュース（ラジオでは金曜日の夜から土曜日の朝にかけて担当する事が多い。）
- ニュースほっと関西（ニュースリーダー、不定期）
- マイあさ!関西（不定期、主に土曜日担当）
- 関西845（不定期、主に金曜日担当）
- 九州・沖縄地方のニュース（2020年7月10日 - 13日。福岡放送局への応援。夜勤対応）

高知放送局時代（3度目）
- 高知県のニュース・気象情報等 ☆
- NHKジャーナル（打越裕樹休暇の代理・2023年8月21日 - 2023年8月25日）
- 連続テレビ小説「あんぱん」放送直前スペシャル はじまりの、あんぱん（2025年3月22日放送、ナレーション）
- こうちいちばん（キャスター代行）
- こうちいちばん845・645（不定期）